# Molnmängd
Med molnmängd, eller molnighet, avses hur stor del av himlen som täcks av moln. Molnmängden mäts i åttondelar, där 0/8 anger molnfritt och 8/8 helt mulet. Antalet åttondelar benämns oktas. Molnfritt kan alltså anges med 0 oktas. 9 används för tillfällen då molnigheten inte kan anges, exempelvis vid sandstorm.
Anledningen till att åttondelar anges är att en uppskattning av molnmängden då kan göras genom att dela in himlen i hälften och sedan varje hälft i nya hälfter och dessa fjärdedelar i hälfter. Molnigheten kan sedan uppskattas i varje del.
För att ange molnigheten finns olika uttryck. I land- och sjöväderrapporter används följande uttryck:
| Uttryck                       | Molnmängd i åttondelar |
| ----------------------------- | ---------------------- |
| Klart, molnfritt              | 0                      |
| Nästan klart, mestadels klart | 1-2                    |
| Klart till halvklart          | 0-5                    |
| Lite moln                     | 1-4                    |
| Halvklart                     | 3-5                    |
| Omkring halvklart             | 2-6                    |
| Mycket moln                   | 5-7                    |
| Halvklart till mulet          | 3-8                    |
| Nästan mulet                  | 6-7                    |
| Mulet                         | 8                      |

För flygväder finns en annorlunda terminologi:
| Svenskt uttryck | Engelskt uttryck | Molnmängd i åttondelar |
| --------------- | ---------------- | ---------------------- |
| Inga moln       | Sky clear        | 0                      |
| Enstaka moln    | Few clouds       | 1-2                    |
| Spridda moln    | Scattered clouds | 3-4                    |
| Brutna moln     | Broken clouds    | 5-7                    |
| Mulet           | Overcast         | 8                      |

### Webbkällor
- smhi.se: Molnighet och molnmängd
- Flygtrafikledningstjänst (ATS) Bilaga 2, Bestämmelser om fraseologi[död länk]